# تاریخ طبرستان (کتاب)

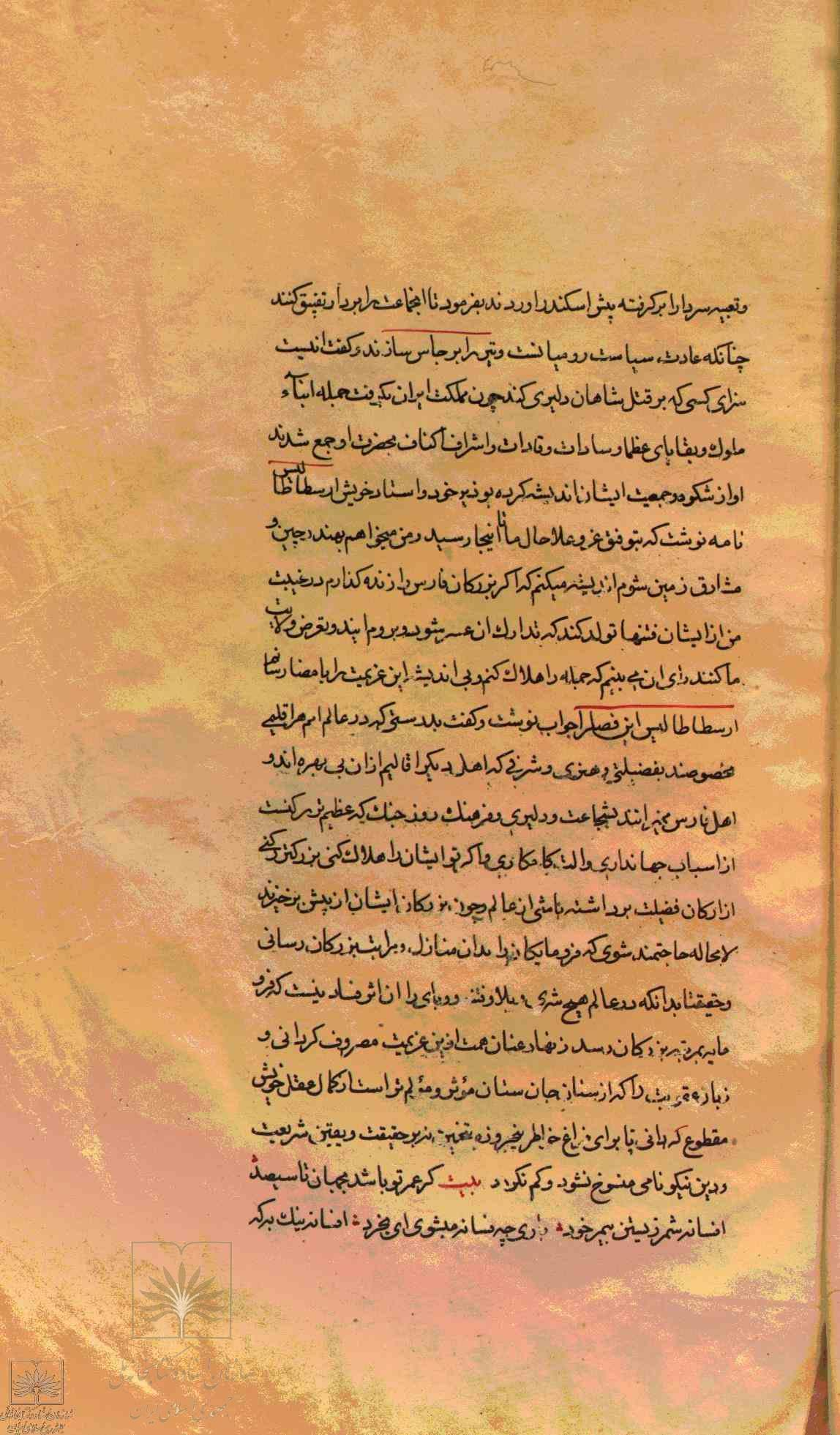
برگی از نسخهٔ خطی کتاب که به ترجمهٔ ابن‌مقفع از نامهٔ تنسر پرداخته و در خط سومش نوشته:"و چون (اسکندر مقدونی) مملکت ایران را بگرفت…

تاریخ طبرستان کتابی تاریخی اثر ابن اسفندیار است که در حدود ۶۱۳ قمری تألیف شده است. موضوع آن در مورد تاریخ طبرستان از ایام قدیم و بنیاد عمارت شهرها و خصایص و عجایب آن دیار، و ذکر ملوک و اکابر و علما و اهل نجوم و حکما و شعرای محلی است. این کتاب از چهار بخش تشکیل شده است و در موضوع خود معتبر است و مطالبی دربردارد که در جای دیگر نمی‌توان یافت. نثر آن جز در مقدمه از نمونه‌های دلپذیر انشاء فارسی است. نامه تنسر در این کتاب مندرج است. تمام نسخه‌های موجود آن در برگیرندهٔ وقایع تا سال ۷۶۰ قمری است و تقریباً حوادث ۱۵۰ سالهٔ بعد از تألیف توسط اولیاءالله آملی بدان افزوده شده است. نسخهٔ کامل این کتاب به اهتمام عباس اقبال در سال ۱۳۲۰ در دو جلد منتشر شد.